# Molophilus subuliferus
Molophilus subuliferus là một loài ruồi trong họ Limoniidae. Chúng phân bố ở miền Australasia.